# Barreira à entrada
Nas teorias da concorrência em economia, uma barreira à entrada, ou uma barreira econômica à entrada, é um custo fixo que deve ser incorrido por um novo entrante, independentemente das atividades de produção ou vendas, em um mercado que as empresas estabelecidas não têm ou não tiveram que incorrer. Como as barreiras à entrada protegem as empresas estabelecidas e restringem a concorrência em um mercado, elas podem contribuir para distorcer os preços e, portanto, são mais importantes quando se discute a política antitruste. As barreiras à entrada muitas vezes causam ou auxiliam a existência de monopólios e oligopólios, ou conferem poder de mercado às empresas. As barreiras de entrada também têm importância nas indústrias. Antes de tudo é importante identificar que alguns existem naturalmente, como a fidelidade à marca. Os governos também podem criar barreiras à entrada para atender às leis de proteção ao consumidor, protegendo o público. Em outros casos, também pode ser devido à escassez inerente de recursos públicos necessários para entrar em um mercado.